# Loxosomella brumpti
Loxosomella brumpti är en bägardjursart som först beskrevs av Nilus 1909.  Loxosomella brumpti ingår i släktet Loxosomella och familjen Loxosomatidae. Inga underarter finns listade i Catalogue of Life.